# Smith & Wesson
Smith & Wesson Firearms Co. — американская компания, производитель огнестрельного оружия и боевых ножей. Известна производством револьверов. Компания расположена в Спрингфилде, штат Массачусетс. Основана в 1852 году Хорасом Смитом и Дэниелом Б. Вессоном.

## Продукция
Револьверы, пистолеты и винтовки

## Список моделей

### Револьверы
- Smith & Wesson model 1
- Smith & Wesson Model 1 1/2
- Smith & Wesson model 2
- Smith & Wesson model 2 Army
- Smith & Wesson model 3
- Smith & Wesson Safety Hammerless
- Smith & Wesson .32 Hand Ejector 1st Model
- Smith & Wesson Model 10
- Smith & Wesson Ladysmith .22
- Smith & Wesson Triple Lock
- Smith & Wesson M1917
- Smith & Wesson Model 22
- Smith & Wesson .38/44
- Smith & Wesson Model 27
- Smith & Wesson Model 14
- Smith & Wesson Model 17
- Smith & Wesson Model 30
- Smith & Wesson Model 15
- Smith & Wesson Centennial
- Smith & Wesson Model 12
- Smith & Wesson Model 28
- Smith & Wesson Model 29
- Smith & Wesson Model 25
- Smith & Wesson Bodyguard
- Smith & Wesson Model 19
- Smith & Wesson Model 57
- Smith & Wesson Model 64
- Smith & Wesson Model 13
- Smith & Wesson Model 73
- Smith & Wesson Model 686
- Smith & Wesson Model 586
- Smith & Wesson Model 625
- Smith & Wesson Model 36LS
- Smith & Wesson Model 60
- Smith & Wesson Kit Gun
- Smith & Wesson Model 460 XVR
- Smith & Wesson Model 340PD
- Smith & Wesson Model 500
- Smith & Wesson Governor
- Smith & Wesson Model 610
- Smith & Wesson Model 619 & 620

### Самозарядные пистолеты
- Smith & Wesson Model 1913
- Smith & Wesson Bodyguard 380
- Smith & Wesson Model 22A
- Smith & Wesson SW 22
- Smith & Wesson Model 39
- Smith & Wesson Model 41
- Smith & Wesson Model 52
- Smith & Wesson Model 78G
- Smith & Wesson Model 4506
- Smith & Wesson Model 439
- Smith & Wesson Model 459
- Smith & Wesson Model 469
- Smith & Wesson Model 59
- Smith & Wesson Model 5906
- Smith & Wesson Model 61
- Smith & Wesson Model 908
- Smith & Wesson Model 909
- Smith & Wesson Model 910
- Smith & Wesson Model 915
- Smith & Wesson Model 1006
- Smith & Wesson Model 1026
- Smith & Wesson Model 4006
- Smith & Wesson Model 645
- Smith & Wesson Model 4506
- Smith & Wesson Sigma
- Smith & Wesson SW99
- Smith & Wesson M&P
- Smith & Wesson M&P 22
- Smith & Wesson SD VE
- Smith & Wesson SW 1911

### Винтовки и карабины
- Smith & Wesson Model 320

Калибр .32 S&W rifle. 
Револьверная винтовка, выпускавшаяся компанией Smith & Wesson с августа 1879 г. по 1887 г. 
Конструкция основана на револьвере Smith & Wesson модели 3 (видоизменен барабан, курок и спусковой крючок).
Выпускалась со стволами 3 размеров:
16 дюймов/40,64 см (239 шт.),
18 дюймов/45,72 см (514 шт.),
20 дюймов/50,80 см (224 шт.).
Цевье и съемный приклад изготавливались из ореха.
Около 76—90 винтовок были с никелированным покрытием, остальные — с воронением.
В США было продано 840 винтовок, 137 были экспортированы (12 шт. затонули вместе с пароходом, доставлявшим их в Австралию).
Является самой редкой из существующих моделей Смит и Вессон и высоко ценится коллекционерами.
- Smith & Wesson M&P 10
- Smith & Wesson M&P 15
- Smith & Wesson M&P 15-22

### Пистолеты-пулемёты
- Smith & Wesson Model 76

### Ружья
- Smith & Wesson Model 916A
- Smith & Wesson Model 3000
- Smith & Wesson Elite
- Smith & Wesson Model 1000
- Smith & Wesson M&P 12

## Смит-Вессон в России
В Российской империи в 1860 году первым ручное многозарядное оружие (револьверы Лефоше, см. Lefaucheux M1858) получил Отдельный корпус жандармов. В 1869 на флоте был принят револьвер Галана.
В 1871 году офицеры русской кавалерии получили револьверы S&W Model 3 (4,2-линейный револьвер системы Смита-Вессона). Это была весьма совершенная для тех лет модель (золотая медаль на Международной выставке в Вене в 1874 г.).
Револьвер был доработан по указаниям российской стороны и получил обозначение Russian Model. Всего из США поступило более 250 тыс. экземпляров. Для России эти револьверы также изготовляла немецкая фирма «Людвиг Леве и Ко», в 1886 году производство револьверов и патронов было налажено на Тульском оружейном заводе.
Специально для данных моделей был разработан особый калибр: .44 Смит-Вессон русский (выпускавшиеся в России патроны именовались 4,2-линейный русский).
На основе классических моделей, описанных выше, было изготовлено множество револьверов уменьшенных размеров и меньшего калибра, получивших название Малые русские модели. Кроме того, некоторые зарубежные фирмы наладили выпуск револьверов под патрон .44 Смит-энд-Вессон русский. В частности, бельгийцы предложили самовзводную облегчённую модель с укороченным стволом. Она пользовалась большой популярностью у русских офицеров.
В 1895 году российская армия перешла на револьвер Нагана, а Смит-энд-Вессон остались на вооружении полиции.